# Pteriomorphia
Pteriomorphia (лат.) — подкласс двустворчатых моллюсков. Большая группа морских животных. Большинство представителей ведёт прикреплённый образ жизни, прикрепляясь к субстрату с помощью биссуса. Первые представители известны с ордовика.

## Таксономия
- Отряд Arcoida Stoliczka, 1871

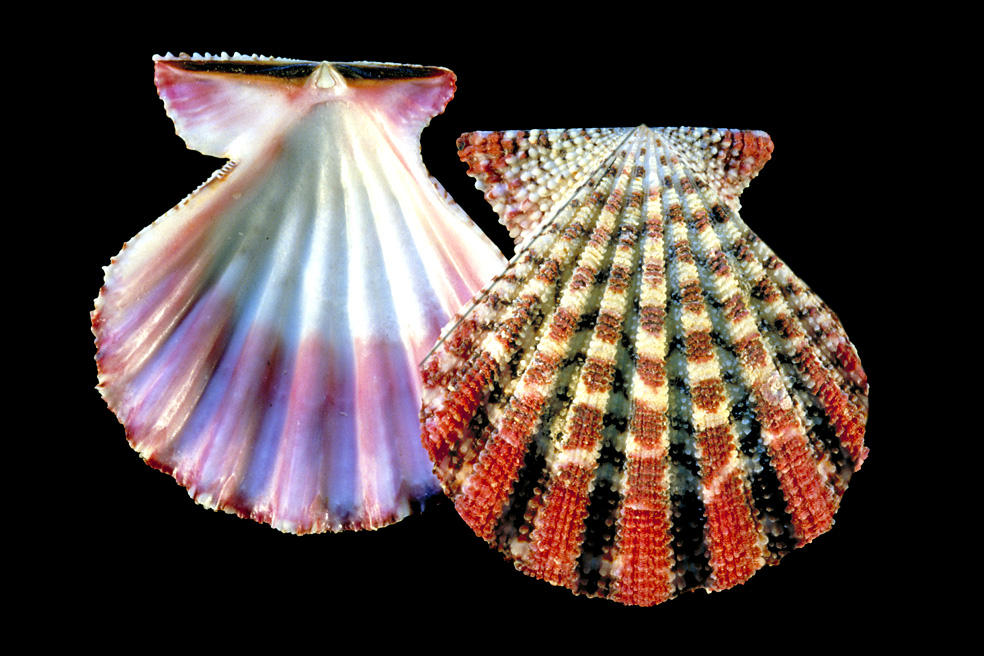
Chlamys sanguinolentus

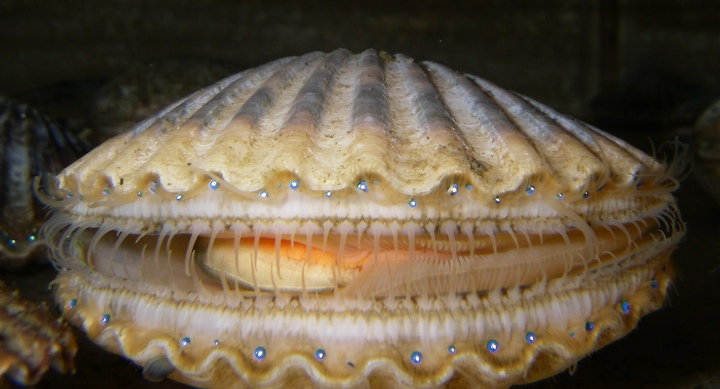
Argopecten irradians

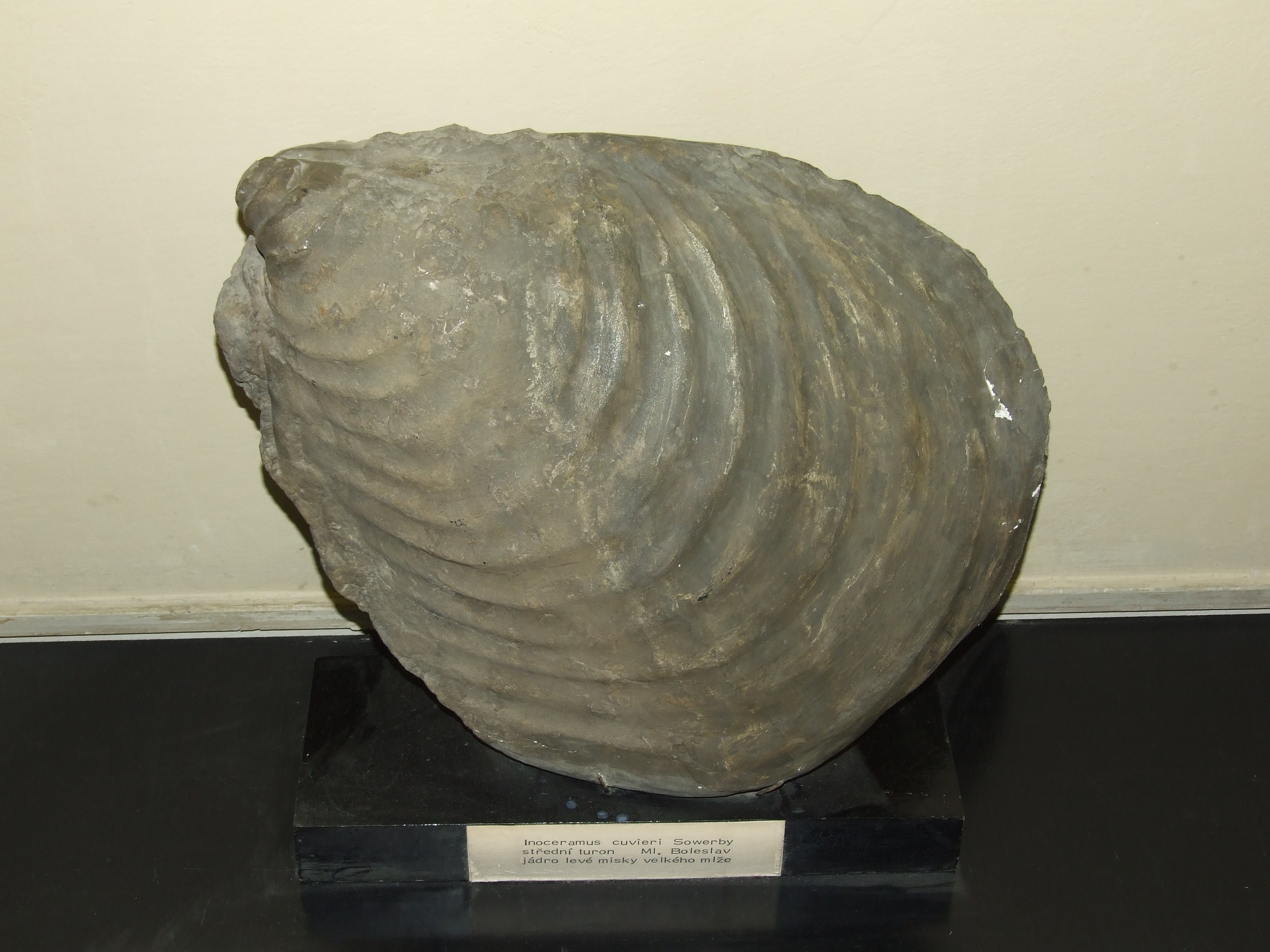
Окаменевшая раковина Inoceramus cuvieri

  - Надсемейство Arcoidea Lamarck, 1809
    - Семейство Arcidae Lamarck, 1809 — Арки
    - Семейство Cucullaeidae Stewart, 1930
    - Семейство Glycymerididae Dall, 1908 (1847)
    - Семейство Noetiidae Stewart, 1930
    - Семейство Parallelodontidae Dall, 1898

  - Надсемейство Limopsoidea Dall, 1895
    - Семейство Limopsidae Dall, 1895
    - Семейство Philobryidae F. Bernard, 1897
- Отряд †Cyrtodontoida
- Отряд Limoida Moore, 1952
  - Надсемейство Limopsoidea Dall, 1895
    - Семейство Limopsidae Sassi, 1827
- Отряд Mytiloida Ferussac, 1822
  - Надсемейство Mytiloida Ferussac, 1822
    - Семейство Mytilidae Rafinesque, 1815 — Митилиды
- Отряд Ostreoida Férussac, 1822
  - Надсемейство Ostreoidea Férussac, 1822
    - Семейство Gryphaeidae Vialov, 1936
    - Семейство Ostreidae Rafinesque, 1815 — Устрицы
- Отряд Pectinida Gray, 1854
  - Надсемейство Anomioidea Rafinesque, 1815
    - Семейство Anomiidae Rafinesque, 1815
    - Семейство Placunidae Rafinesque, 1815

  - Надсемейство Dimyoidea P. Fischer, 1886
    - Семейство Dimyidae P. Fischer, 1886

  - Надсемейство Pectinoidea Rafinesque, 1815
    - Семейство Cyclochlamydidae Dijkstra et Maestrati, 2012
    - Семейство Entoliidae Teppner, 1922
    - Семейство Pectinidae Rafinesque, 1815 — Морские гребешки
    - Семейство Propeamussiidae Abbott, 1954
    - Семейство Spondylidae Gray, 1826 — Спондилюсы

  - Надсемейство Plicatuloidea Gray, 1854
    - Семейство Plicatulidae Gray, 1854
- Отряд †Myalinida Paul, 1939
  - Надсемейство †Alatoconchoidea Termier et al., 1974
    - Семейство †Alatoconchidae Termier et al., 1974

  - Надсемейство †Ambonychioidea Miller, 1877
    - Семейство †Ambonychiidae Miller, 1877
    - Семейство †Lunulacardiidae Fischer, 1887
    - Семейство †Monopteriidae Newell, 1969
    - Семейство †Myalinidae Frech, 1891
    - Семейство †Mysidiellidae Cox, 1964
    - Семейство †Ramonalinidae Yancey et al., 2009

  - Надсемейство †Inoceramoidea Giebel, 1852
    - Семейство †Atomodesmatidae Waterhouse, 1976
    - Семейство †Inoceramidae Giebel, 1852
    - Семейство †Kolymiidae Kusnezov, 1973
    - Семейство †Retroceramidae Koschelkina, 1980

  - Надсемейство †Prokopievskioidea Vokes, 1967
    - Семейство †Anadontellidae Silantiev, 2011
    - Семейство †Naiaditidae Scarlato & Starobogatov, 1979
    - Семейство †Prokopievskiidae Vokes, 1967
- Отряд †Praecardioida
- Отряд Pterioida Newell, 1965
  - Надсемейство Pinnoidea
    - Семейство Pinnidae Leach, 1819

  - Надсемейство Pterioidea Gray, 1847 (1820)
    - Семейство Malleidae Lamarck, 1818
    - Семейство Pteriidae Gray, 1847 (1820)
    - Семейство Pulvinitidae Stephenson, 1941